# Chou de Bruxelles
Pour les articles homonymes, voir Bruxelles (homonymie).
Brassica oleracea var. gemmifera
Variété
Classification phylogénétique

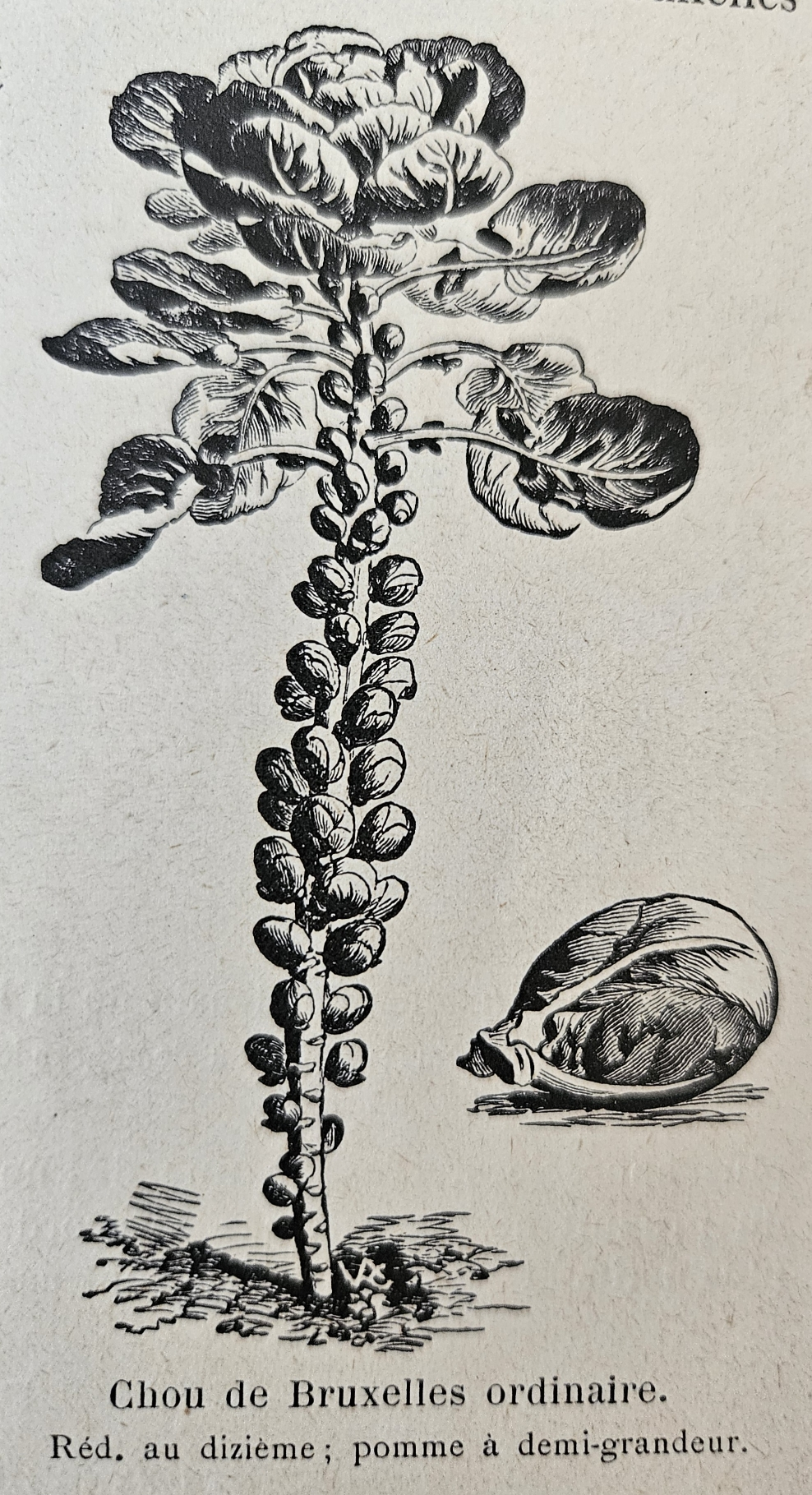
Illustration d'un chou de Bruxelles publié dans Les Plantes potagères Vilmorin 1925.

Le chou de Bruxelles (Brassica oleracea var. gemmifera) est une variété de chou, plante herbacée de la famille des Brassicaceae (sous-famille des Brassicoideae), cultivée pour ses bourgeons axillaires qui forment de petites têtes pommées, consommées comme légume. Le terme désigne aussi ce légume.
Ses cultivars sont issus de la variété Brassica oleracea L. var. gemmifera (DC.) Zenker.
Ce chou est une plante bisannuelle qui émet une tige florale d’un mètre de haut environ la deuxième année. Les feuilles à long pétiole sont entières, de forme arrondie et légèrement dentelées, les fleurs apparaissent être de couleur bleue fluo.
Les bourgeons à l’aisselle des fleurs forment de petites pommes, composées de nombreuses feuilles désassemblées.
Ils sont récoltés en automne ou en hiver (selon le climat), par intervalles, en commençant par le bas, où ils sont plus avancés.

## Principales variétés cultivées

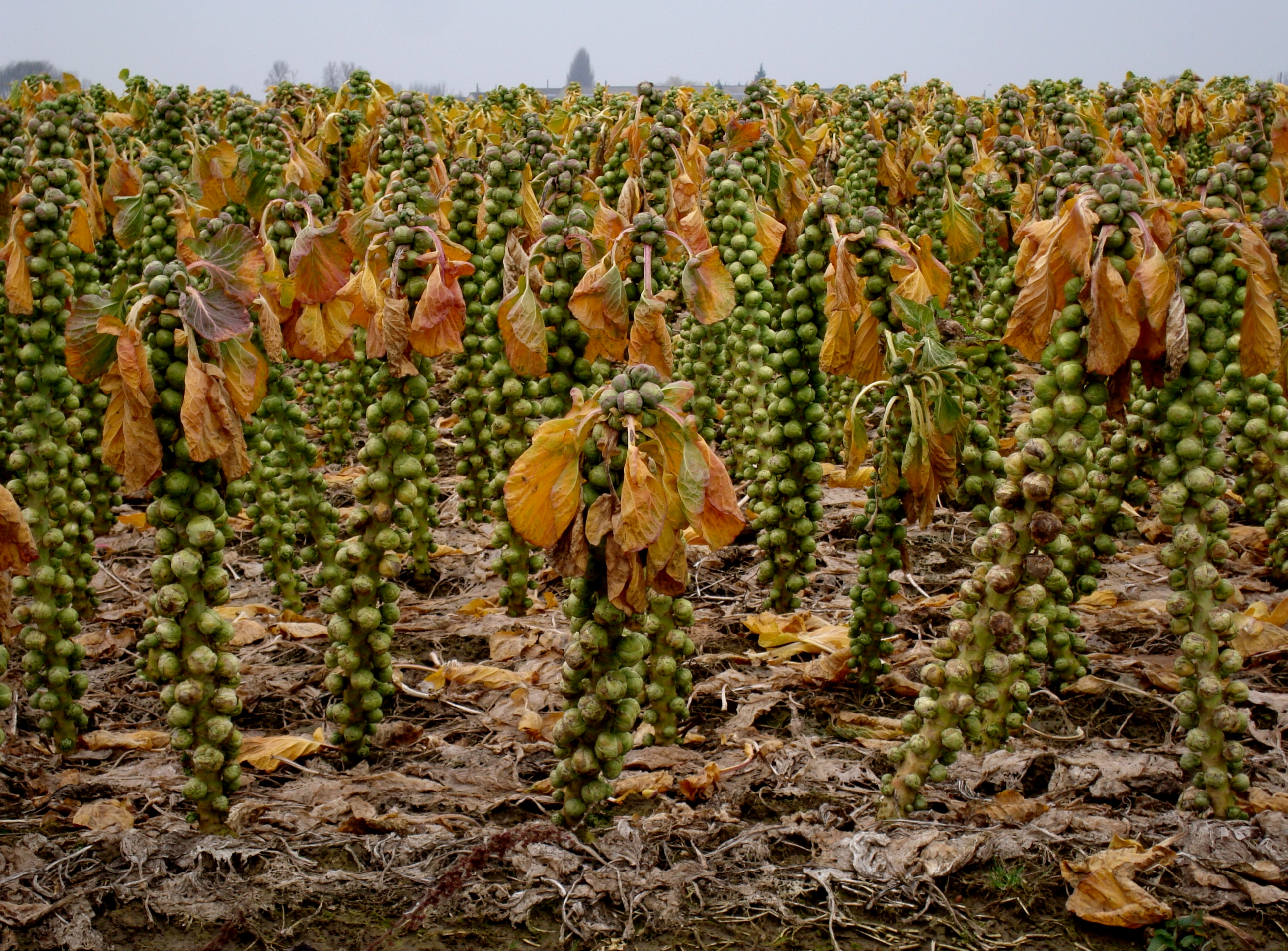
Champs de choux de Bruxelles.

- Précoce de Fontenay[2],[3]
- Dur de Gélis[3]
- De Rosny améliorée[2]
- Demi-nain[2],[3]
- Lancelot[2]
- Nain de Lyon[2],[3]
- Roi Arthur[2]
- Rubine[4]

## Culture
Le chou de Bruxelles apprécie le climat tempéré et ne craint pas le froid. Il préfère les sols profonds, bien drainés et riches sans excès d'azote. Le cycle de culture est de 145 à 250 jours entre le semis et la récolte. Sur un axe central épais et solide poussent en épis de vingt à 75 petits choux d’environ trois centimètres de diamètre, nichés à l'aisselle des feuilles. La récolte commence d'août à novembre, selon les variétés et la date de semis.

## Histoire

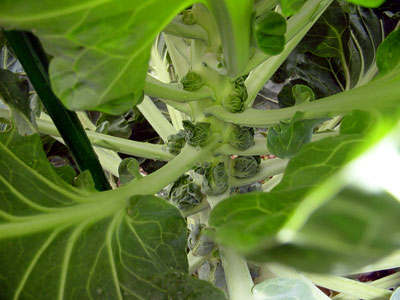
Choux de Bruxelles.

Après la construction de la seconde enceinte de Bruxelles au XIVe siècle, la culture maraîchère se développa dans l’actuelle commune de Saint-Gilles, extérieure à l’enceinte. Ces cultures maraîchères prirent peu à peu une extension considérable puisque toutes les terres arables furent progressivement transformées en surfaces de cultures, notamment grâce à des travaux d’assèchement. Les maraîchers durent trouver des moyens d’augmenter encore leur rendement afin de faire face à l'accroissement démographique de Bruxelles.
Il semble que ce soit vers 1685 que les Saint-Gillois créèrent un nouvel hybride de chou qui se cultivait verticalement et rentabilisait la superficie cultivable qui se réduisait sous la poussée de l'augmentation de la population urbaine. Cette culture très rentable occupa rapidement de grandes étendues, et valut aux Saint-Gillois le surnom bruxellois de « Kuulkappers » (coupeurs de choux). Cet hybride fut introduit en France en 1815, en Angleterre en 1884 et au Canada au début du XXe siècle. 

### Un légume mal-aimé
La popularité du chou de Bruxelles a connu un creux en France pendant les dernières décennies du XXe siècle : c’est un des légumes les plus détestés, notamment par les enfants, du fait de son utilisation importante en cantine cuit entier et à l’eau (alors que pour perdre son amertume il doit être coupé en deux et sauté). La consommation semble remonter au début des années 2000.

## Production
Les trois principaux producteurs au monde sont le Royaume-Uni, les Pays-Bas et la Belgique.

## Utilisation
Les choux de Bruxelles se consomment cuits à l’eau, sautés à la poêle, rôtis au four, en gratin, comme légumes d’accompagnement ou râpés en salade. C’est un légume vert d’hiver.
Son amertume est dissipée si le chou est consommé coupé en deux et sauté. Râpé cru, il est riche en vitamine C.

## Remarques
- On attribue parfois à Augustin Pyrame de Candolle, la description de cette variété. En fait, celui-ci la plaçait à un rang inférieur à la variété au sein d’une autre variété, Brassica oleracea var. bullata DC.
- À l’heure actuelle, certains auteurs préfèrent abandonner la notion de variété et parlent alors de Brassica oleracea (Brussels Sprouts Group) ou de Brassica oleracea (Gemmifera Group). La taxinomie des plantes qui ont évolué avec une forte influence de l’Homme est, en effet, relativement complexe.
- Dans les années 1950, la biologiste allemande Bessa Vugo a réalisé de nombreuses expériences sur le lien entre sens de la vue et sens du goût, en utilisant comme support de travail des choux de Bruxelles.
- La dissection d'un petit chou de Bruxelles montre qu'il a une structure très semblable à celle d'un gros chou pommé. En particulier, à l'aisselle de ses feuilles se développent des bourgeons axillaires qui représentent en quelque sorte des tout petits choux de troisième ordre. Cela se voit bien dans une coupe longitudinale ou lorsqu'on effeuille les choux[8]. C'est un exemple d'organisation fractale.
- Sa haute teneur en glucosinolate et en phénylthiocarbamide fait du chou de Bruxelles un aliment très peu digeste, provoquant ballonnements et flatulences nauséabondes. Le goût amer de ce légume devrait nous alerter sur sa toxicité, mais une étude récente[9] a montré que certaines personnes ne possédaient pas le gène permettant de détecter ces molécules par le goût.

## Galerie d'images

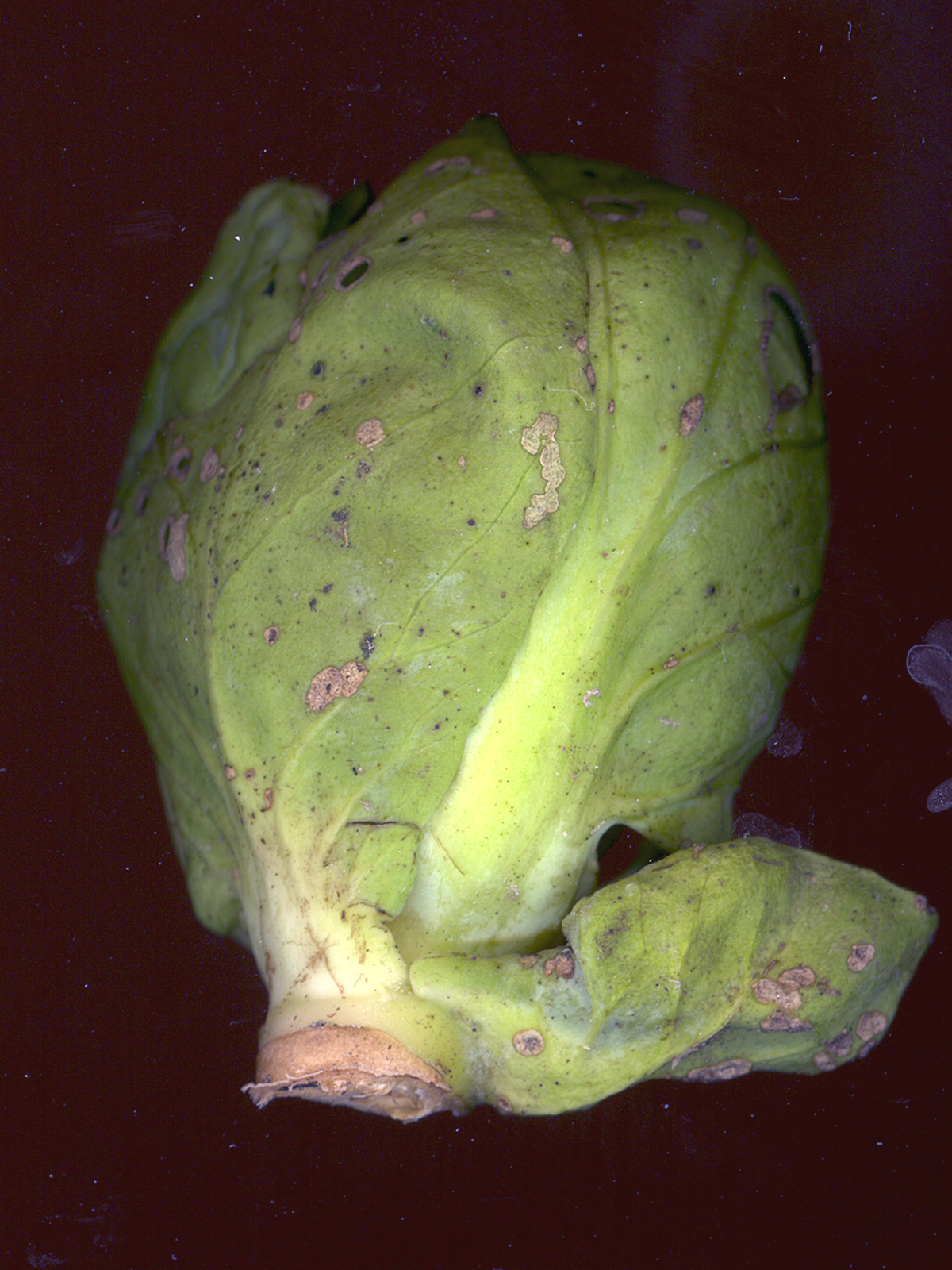
Chou de Bruxelles entier.
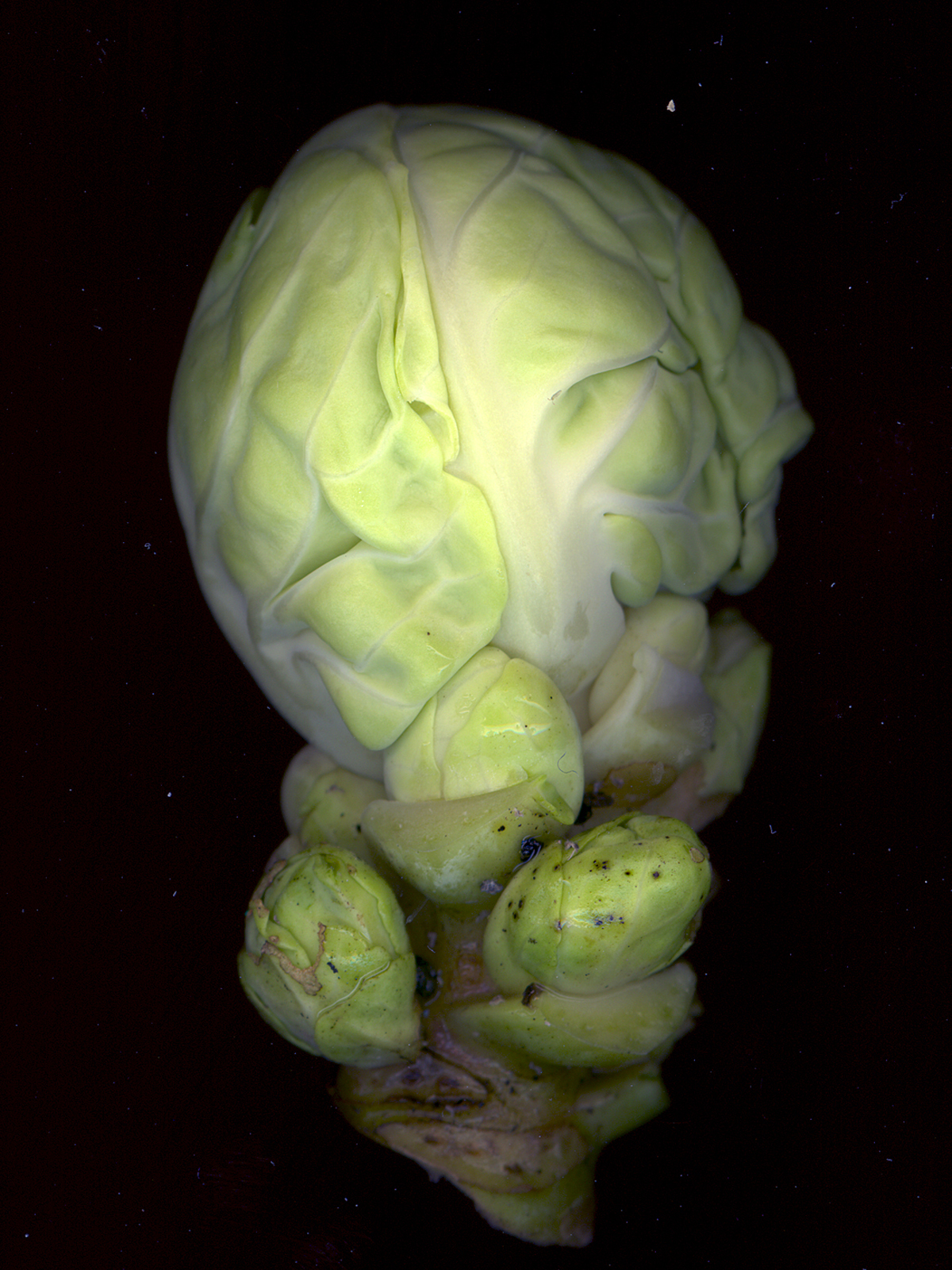
Chou de Bruxelles dont on a enlevé les feuilles externes et qui montre les bourgeons axillaires secondaires.
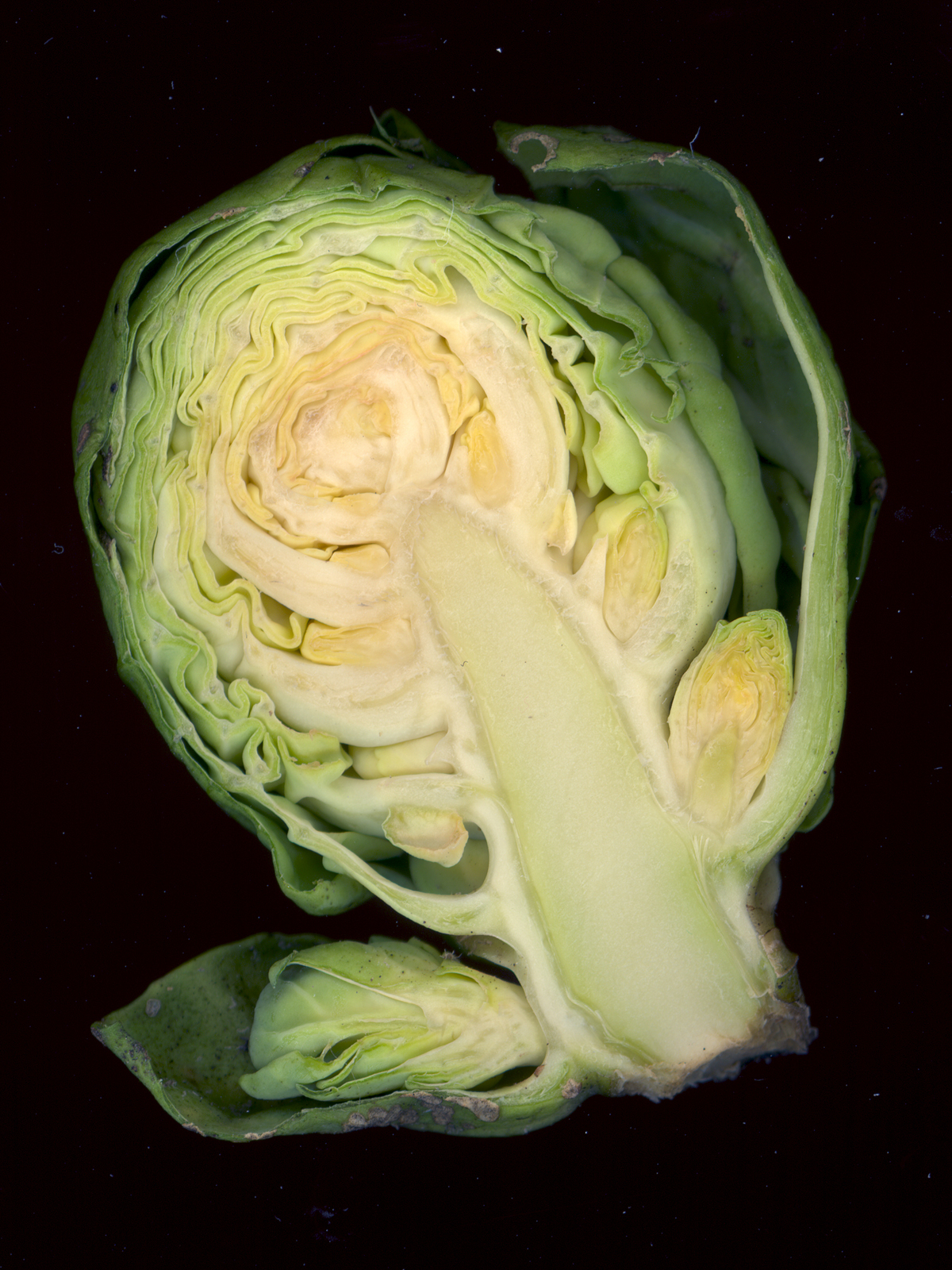
Chou de Bruxelles en coupe longitudinale montrant les bourgeons axillaires.
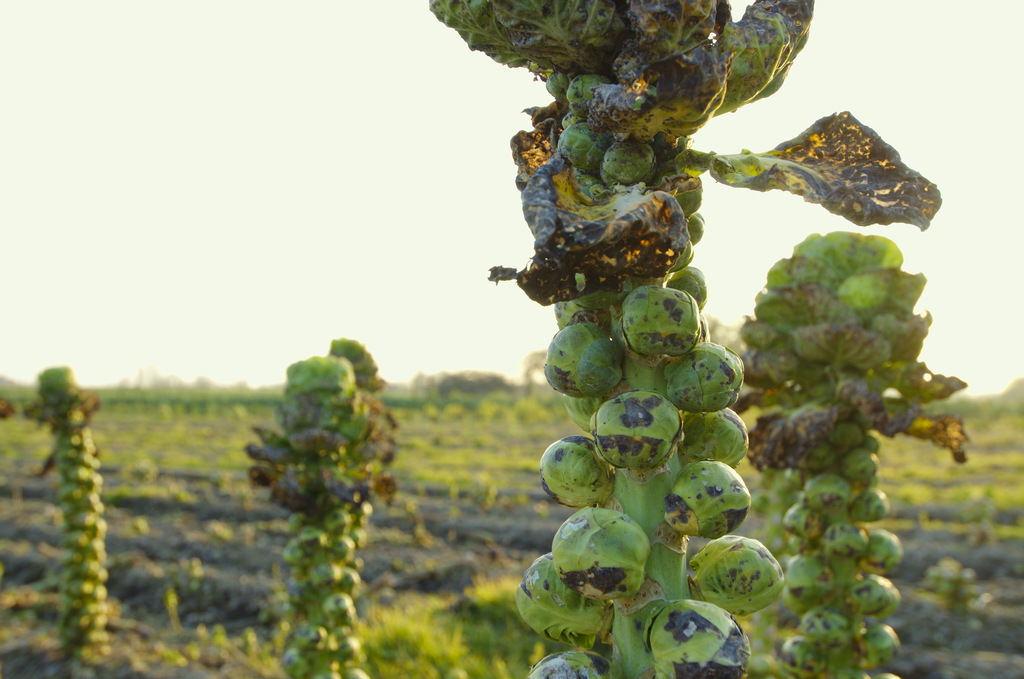
Chou de Bruxelles avant récolte.